# Alianza Democrática Amplia
La Alianza Democrática Amplia, antes Alianza Democrática Afrocolombiana o Partido ADA por sus siglas, es un partido político nacido a partir del ingreso en el Congreso del Consejo Comunitario La Mamuncia en las elecciones legislativas del año 2018 por las curules afro. Su representante es Pualino Riascos Riascos. Es un partido político del orden nacional, sometido al imperio del ordenamiento jurídico colombiano y los tratados internacionales ratificados por Colombia, comprometido con la defensa de los derechos humanos, el ambiente, la democracia y el debido proceso en todas sus actuaciones y la participación de los CCCN en la vida política de la nación.
Para las elecciones regionales del 2019, ha inscrito a más de 3.500 candidatos con sus avales, una gran cantidad para un partido recién formado.
En los años 2019 y 2020, junto con el partido MIRA fueron los dos únicos partidos en invertir el 5% o más de los recursos estatales en la inclusión efectiva de las mujeres, de conformidad a la ley 1475 de 2011.
Tiene como objetivo social reivindicar y promover los derechos humanos, territoriales, sociales, económicos, culturales, ambientales y/o políticos de todos los sectores vulnerables de Colombia y en especial de las Comunidades Negras, Afrocolombianas, Raizales y Palenqueras, desde la perspectiva étnica, dentro del marco de la diversidad etnocultural que caracteriza al país y la búsqueda del bienestar y la reivindicación social de toda la población colombiana, priorizando a la más vulnerable, y en especial las comunidades negras   dentro de toda la extensión del territorio nacional.